# باتريك موديانو
باتريك موديانو (بالفرنسية: Patrick Modiano) (مواليد 30 يوليو 1945، بولون-بيانكور) هو روائي فرنسي، حائز على جائزة نوبل في الأدب عام 2014 .
كما حاز على الجائزة الكبرى للأكاديمية الفرنسية للرواية سنة 1972، وجائزة غونكور سنة 1978 .
ألف أكثر من عشرين رواية، وطرح روايته الأولى ميدان النجم وهو في الثالثة والعشرين. حمل بعضها مأساة طفولته ومراهقاته، كما نقل مشاهد العديد من المصائر الإنسانية. وتتموحور معظمها حول مدينة باريس خلال الحرب العالمية الثانية، يصف فيها أحداث مأسوية على مصائر أشخاص عاديين.

## نشأته
ولد باتريك موديانو سنة 1945، من أب ذي جذور إيطالية يهودية مشهورة وأم بلجيكية تدعى لويسا كولبين. التقى والداه في باريس خلال الحرب العالمية الثانية وبدآ علاقة عاطفية لم يعلنا عنها في بدايتها. وقد نشأ موديانو بين غياب أبيه عنه وبين أسفار أمه المتعددة، ولم يتمكن من إتمام دراسته الثانوية إلا بعون من الحكومة. وهكذا صار مقربًا من أخيه رودي، الذي توفي جراء مرض أصابه وهو في سن العاشرة، وهكذا نرى أن أعمال موديانو بين عام 1967 حتى 1982 مهداة إليه.
درس موديانو علم الهندسة في المدرسة على يد الأستاذة والأديبة ريموند كوين والتي كانت صديقة لأمه، وقد تأثر بها كثيرًا، إذ كان بوابته إلى عالم الأدب والنشر.

### مسيرته الأدبية
أصدر أولى رواياته عام 1968، ميدان النجم (بالفرنسية: la place de l’ etoile) بعد لقائه بالكاتب كينو الذي شكل مفصلاً هاماً في مسيرته الأدبية، ومنذ ذلك الوقت تفرغ باتريك موديانو للكتابة. يمتاز اسلوبه بالوضوح والبساطة، وقد جعل ذلك منه اديبا في متناول الجمهور العام كما في الاوساط الأدبية. كما تتمحور كتبه حول البحث عن الاشخاص المفقودين والهاربين، واولئك الذين يختفون، والمحرومين من اوراق ثبوتية، واصحاب الهويات المسروقة. بعد سلسلة أعمال روائية له جمع فيها دائماً مسألتين بارزتين: البحث عن الهوية وبالتالي البحث عن الذات مقرونة بقضية عصرية وهي الشعور الإنساني الفردي بضعف الإنسان، أصدر سنة 2012 رواية ذات طابع عاطفي، وهي «الأفق»، التي تدور أحداتها حول قصة حب.
حاز باتريك موديانو على جائزة نوبل في الأدب عام 2014 . حيث أعلنت الأكاديمية السويدية في بيان لها أن موديانو كُرّم بفضل فن الذاكرة الذي عالج من خلاله المصائر الإنسانية الأكثر عصيانا على الفهم وكشف عالم الاحتلال.

## مؤلفاته
لم يترجم العديد من رواياته إلى الإنجليزية، بسبب ما اعتبر اتسامها بـ«إشكاليات سياسية». نشر موديانو قرابة عشرين رواية منها
- الأفق (رواية)
- من أقاصي النسيان
- مقهى الشباب الضائع
- سلالة (رواية في السيرة الذاتية)

- ساحة النجمة» أو «ميدان النجم» سنة 1968، والتي التي كانت الباكورة وتوجتها «جائزة روجيه نيميه» كما «جائزة فينيون
- ورواية دائرة الليل سنة 1969
- شوارع الحزام سنة 1972 التي حصلت على الجائزة الأدبية الفرنسية.
- المنزل الحزين سنة 1975 التي حصلت على جائزة المكتبات.
- كتيب العائلة سنة 1977 .
- شارع الحوانيت المعتمة سنة 1978
- شباب سنة 1981،
- آحاد أغسطس 1984
- مستودع الذكريات سنة 1986
- مستودع الطفولة سنة 1989
- أزاهير الخراب سنة1991
- سيرك يمر سنة 1992
- محلب الربيع سنة 1993
- بعيدا عن النسيان سنة 1994
- دورا بروديه سنة 1997
- مجهولون سنة 1999
- الجوهرة الصغيرة سنة 1999
- حادث مرير سنة 2003
- مسألة نسب سنة 2005
- في مقهى الشباب سنة 2007
- الأفق سنة 2010،[4]
- رواية عشب الليالي سنة 2012، التي استلهم فيها قصة اختطاف المهدي بن بركة.[5]
- رواية حتى لا تضيع في الحي سنة 2014، السنة التي توج فيها بالنوبل العالمي للأدب.

## مساهماته السينمائية
كاتب سيناريو
- لاكومب، لوسيان (مع لويس ماليه) 1973
- رحلة سعيدة (مع جان بول رابيني) 2003

أعمال اقتبست من مؤلفاته
- والشباب (إخراج موشيه مزراحي) 1983
- عطر ايفون مع رواية البيت الحزين (إخراج باتريس لوكونت) 1994

## روابط خارجية
- باتريك موديانو على موقع IMDb (الإنجليزية)
- باتريك موديانو على موقع الموسوعة البريطانية (الإنجليزية)
- باتريك موديانو على موقع مونزينجر (الألمانية)
- باتريك موديانو على موقع ألو سيني (الفرنسية)
- باتريك موديانو على موقع ميوزك برينز (الإنجليزية)
- باتريك موديانو على موقع أول موفي (الإنجليزية)
- باتريك موديانو على موقع قاعدة بيانات الأفلام السويدية (السويدية)
- باتريك موديانو على موقع ديسكوغز (الإنجليزية)
- باتريك موديانو على موقع قاعدة بيانات الفيلم (الإنجليزية)
- باتريك موديانو على موقع كينوبويسك (الروسية)